# Часовоярский ремонтный завод
Часовоярский ремонтный завод (укр. Часовоярський ремонтний завод, ЧРЗ) — предприятие автомобильной промышленности в городе Часов Яр Донецкой области Украины, которое специализируется на выпуске автобусов.

## История

### 1958—1991
Завод был основан в 1958 году. Основной деятельностью предприятия стал капитальный ремонт автомобилей ГАЗ и ЗИЛ. С 1980-х годов завод начал выпуск вахтовых автобусов ТС-3966 на шасси ГАЗ-53А и передвижных диспетчерских пунктов на шасси УАЗ-3303.

### После 1991
В начале 1990-х годов спрос на продукцию предприятия резко снизился, и завод начал поиск предмета производства, который бы позволил сохранить производственные мощности. В 1995 году предприятие освоило производство автомобилей скорой помощи на базе ГАЗ-3302. Одновременно был начат выпуск микроавтобусов СПВ-15, а также грузопассажирских фургонов и спецавтомобилей на их базе. С этого времени основной продукцией предприятия стали автобусы малой и особо малой вместимости. До начала 2000-х годов была разработана и поставлена на конвейер гамма автобусов на шасси ГАЗ-3302. Модификации отличаются числом пассажирских мест, компоновками салонов и комплектацией.
В 2003 году завод получил разрешение от ГАЗа на удлинение шасси «Газели», что позволило значительно расширить модельный ряд выпускаемой продукции. В этот же период часовоярские автобусы получили новое название — «Рута».
В феврале 2008 года завод начал серийное производство автобусов малой вместимости Рута-43 для городских перевозок и Рута-44 для пригородных перевозок на шасси грузового автомобиля «ГАЗ-3310 Валдай».
12 ноября 2008 года Кабинет министров Украины принял постановление № 989, которым запретил использование на междугородних маршрутах автобусов, переоборудованных из грузовых автомашин (к автобусам такого типа относились автобусы, выпускаемые ЧРЗ, что уменьшило их конкурентоспособность и сократило рынки сбыта).
В 2010 году завод представил автобусы Рута-35 TA и Рута-41 TA на шасси TATA LPT-613.
В 2011 году начались продажи автобусов «Рута» на шасси «ГАЗель-Бизнес».
В 2013 году завод выпустил 316 автобусов.
В октябре 2014 года завод представил 25-местный автобус Рута 25D Нова на шасси «ГАЗель-Next».. В 2014 году завод выпустил 49 автобусов.
В 2015 году завод выпустил 174 автобуса, в 2016 году — 37 автобусов, в 2017 году — 90 автобусов.
В конце 2016 года завод освоил выпуск новой модели автобуса вагонной компоновки на шасси Ashok Leyland.
В июне 2017 года завод выпустил первый 24-местный автобус на шасси Ford Transit.
Осенью 2017 года завод осуществил капитальный ремонт кузова троллейбуса ЗиУ-9, принадлежащего КП «Бахмутэлектротранс»..
В 2018 году завод выпустил 107 автобусов, в 2019 году — 94 автобуса, в 2020 году — ещё 57 автобусов. В январе — ноябре 2021 года завод выпустил 25 автобусов.

## Продукция
В разные годы Часовоярский ремонтный завод выпускал следующие модели автомобилей и автобусов:
- вахтовые автобусы ТС-3966 на шасси автомобиля ГАЗ-53А (Фото);
- передвижные диспетчерские пункты на шасси автомобиля УАЗ-3303;
- автобус особо малой вместимости СПВ-15 (Фото);
- грузовые и грузопассажирские фургоны на базе СПВ-15 (Фото);
- специальные автомобили на базе СПВ-15 (Фото);
- автобус особо малой вместимости СПВ-16 (Фото);
- автобус малой вместимости СПВ-17 (Фото);
- автобус особо малой вместимости Рута-А048 (Фото);
- промтоварный изотермический грузопассажирский фургон Рута-15.5 (Фото);
- автобус малой вместимости Рута-18 (Фото);
- автобус малой вместимости Рута-19 (Фото);
- автобус малой вместимости Рута-20 (Фото);
- автобус малой вместимости Рута-22 (Фото);
- автобус малой вместимости Рута-23 (Фото);
- автобус малой вместимости Рута-25 (Фото);
- автобус малой вместимости Рута-35 TA (Фото);
- автобус малой вместимости Рута-37 (Фото);
- автобус малой вместимости Рута-41 TA (Фото);
- автобус малой вместимости Рута-43 (Фото);
- автобус малой вместимости Рута-44 (Фото).

|  |  |  |  |  |  |  |